# Богдановцы (Хорватия)
Богдановцы (хорв. Bogdanovci, русин. Богдановци) — село на востоке Хорватии, в области Срем, на территории Вуковарсько-Сремской жупании. Населенно преимущественно русинами. Административный центр общины Богдановцы, которая состоит из трёх сёл: собственно Богдановцы, Петровцы и Свиняревцы. 

## Демография
В 1991 году в селе проживало 1 113 человек, из которых 128 погибли или пропали без вести во время войны за независимость Хорватии.
Население общины по данным переписи 2011 года составило 1960 человек, 132 из которых назвали родным украинский язык. Население самого поселения составило 710 человек.
По национальному составу на основании данных переписи 2001 года, население общины распределилось так:
- хорваты — 1 266 (53,51 %)
- русины — 550 (23,25 %)
- сербы — 241 (10,19 %)
- украинцы — 175 (7,40 %)
- албанцы — 68 (2,87 %)
- венгры — 9 (0,38 %)
- немцы — 8 (0,34 %)
- боснийцы — 2
- поляки — 2
- словаки — 2
- черногорцы — 1
- румыны — 1
- словенцы — 1
- остальные — 3
- неопределенные — 24 (1,01 %)
- неизвестно — 13 (0,55 %)

## Климат
Средняя годовая температура составляет 11,08 °C, средняя максимальная — 25,38 °C, а средняя минимальная — −5,91 °C. Среднее годовое количество осадков — 672 мм.

## Ссылка
- opcina-bogdanovci.hr (хорв.) — официальный сайт общины Богдановцы